# 송해성
송해성(宋海星, 1964년 10월 11일 ~ )은 대한민국의 영화 감독이다.
1964년 서울에서 일곱 누나를 둔 막내로 태어났다. 고려중학교를 나오고, 고등학교는 중퇴한 뒤 검정고시를 보았다. 한양대학교 연극영화를 나왔으며, 《수잔브링크의 아리랑》, 《게임의 법칙》, 《본 투 킬》 등의 작품에 참여했다. 1999년 영화 《카라》로 감독에 등단했으며, 이후 2001년 《파이란》, 2004년 《역도산》, 2006년 《우리들의 행복한 시간》, 2010년 《무적자》를 연출했다. 2002년 대종상에서는 《파이란》으로, 2005년에는 《역도산》으로 감독상을 수상했다.

## 학력
- 한양대학교 연극영화과 학사

## 작품

### 연출

#### 영화
- 1999년 《카라》
- 2001년 《파이란》
- 2004년 《역도산》
- 2006년 《우리들의 행복한 시간》
- 2010년 《무적자》
- 2012년 《러브어페어》
- 2013년 《고령화가족》

#### 드라마
- 2025년 JTBC 금요드라마 《착한 사나이》

## 수상 경력
- 2001년 제15회 영국 리즈국제영화제 신인감독상
- 2001년 제22회 청룡영화상 감독상
- 2001년 제4회 디렉터스 컷 시상식 올해의 감독상 《파이란》
- 2002년 제39회 대종상 감독상
- 2002년 제4회 도빌아시아영화제 감독상
- 2005년 제42회 대종상 감독상
- 2006년 제16회 한국 가톨릭 매스컴상 대상